# جوادیه (بردسکن)
جوادیه یا چاه موتور شماره ۴ دشت محمدخان، روستایی از توابع بخش انابد شهرستان بردسکن در استان خراسان رضوی ایران است.

## جمعیت
این روستا در دهستان صحرا قرار دارد و براساس سرشماری مرکز آمار ایران در سال ۱۳۹۰، جمعیت آن ۱۱ نفر (۴ خانوار) بوده‌است.